# Ignacio Quesadas
Ignacio Magdaleno Quesadas Santos (≈ Juni 1862 in der Basilika San José y Nuestra Señora del Sagrado Corazón in Mexiko-Stadt; † nach 1919) war ein mexikanischer Musiker.

## Leben
Quesadas wird stets als Mitbegründer der Grupo de los Seis (mit Gustavo E. Campa, Ricardo Castro Herrera, Juan Hernández Acevedo, Carlos J. Meneses, Pablo Castellanos León und Felipe Villanueva) genannt, die sich in Opposition zu der vor allem von Melisio Morales verkörperten italienisch geprägten Musiktradition der russischen, deutschen und französischen Musik öffnete. Dennoch ist über sein Leben nur sehr wenig bekannt.
1887 wird er als Ehrenmitglied des Philharmonischen Clubs von Juan de Dios Pezas Sociedad Filarmónica Típica Dramática genannt. 1892 wurde er Direktor des Orchesters der Escuela Nacional de Ciegos. Zum ersten Todestag Ricardo Castro Herreras spielte er bei einer vom Orfeón Popular unter Leitung von José Austri veranstalteten Hommage Klavierwerke des Komponisten. 1909 wurde er als Nachfolger Austris Leiter des Orfeón Popular. 1912 dirigierte er ein Orchester bei einer Gedenkveranstaltung für die Opfer des Untergangs der Titanic.